# Carmen Beuchat
Carmen Luz Beuchat Leiva (Santiago, Chile, 27 de diciembre de 1941) es una artista, coreógrafa y bailarina reconocida por su desarrollo en la Danza Posmoderna en Estados Unidos durante las décadas de 1960 y 1970.

## Biografía
Carmen Beuchat nació en el año 1941 en Santiago de Chile. Inició su recorrido en la danza clásica y moderna como alumna de Yerka Luksic, a los 4 años de edad. Continuó sus estudios en la Escuela de Danza de la Universidad de Chile con profesores como Patricio Bunster, Joan Turner y Sigurd Leeder.
En 1964 formó Trío 65, la primera compañía chilena de danza independiente junto a las bailarinas Gaby Concha y Rosa Celis. Hacia fines de la misma década, migró a Estados Unidos participando activamente de la escena artística de Nueva York. Miembro fundadora del colectivo The Natural History of the American Dancer, Carmen Beuchat desarrolló una vinculación entre su obra visual y coreográfica con un fuerte énfasis en la composición espacial, incorporando el uso de estructuras móviles en sus coreografías, presentando sus trabajos en espacios como 112 Greene St. Gallery, Whitney Museum de Nueva York, The Kitchen, Judson Church, Everson Museum of Art y el Bronx Museum, entre muchos otros.
Durante su vida, Carmen Beuchat ha colaborado con artistas como Juan Downey, Gordon Matta-Clark, Richard Nonas y Enrique Castro-Cid, fue asistente de Robert Rauschenberg, bailó en la primera compañía de Trisha Brown y en Kei Takei's Moving Earth Dance Company y participó en proyectos con Jaime y Alfonso Barrios y el fotógrafo Marcelo Montealegre.

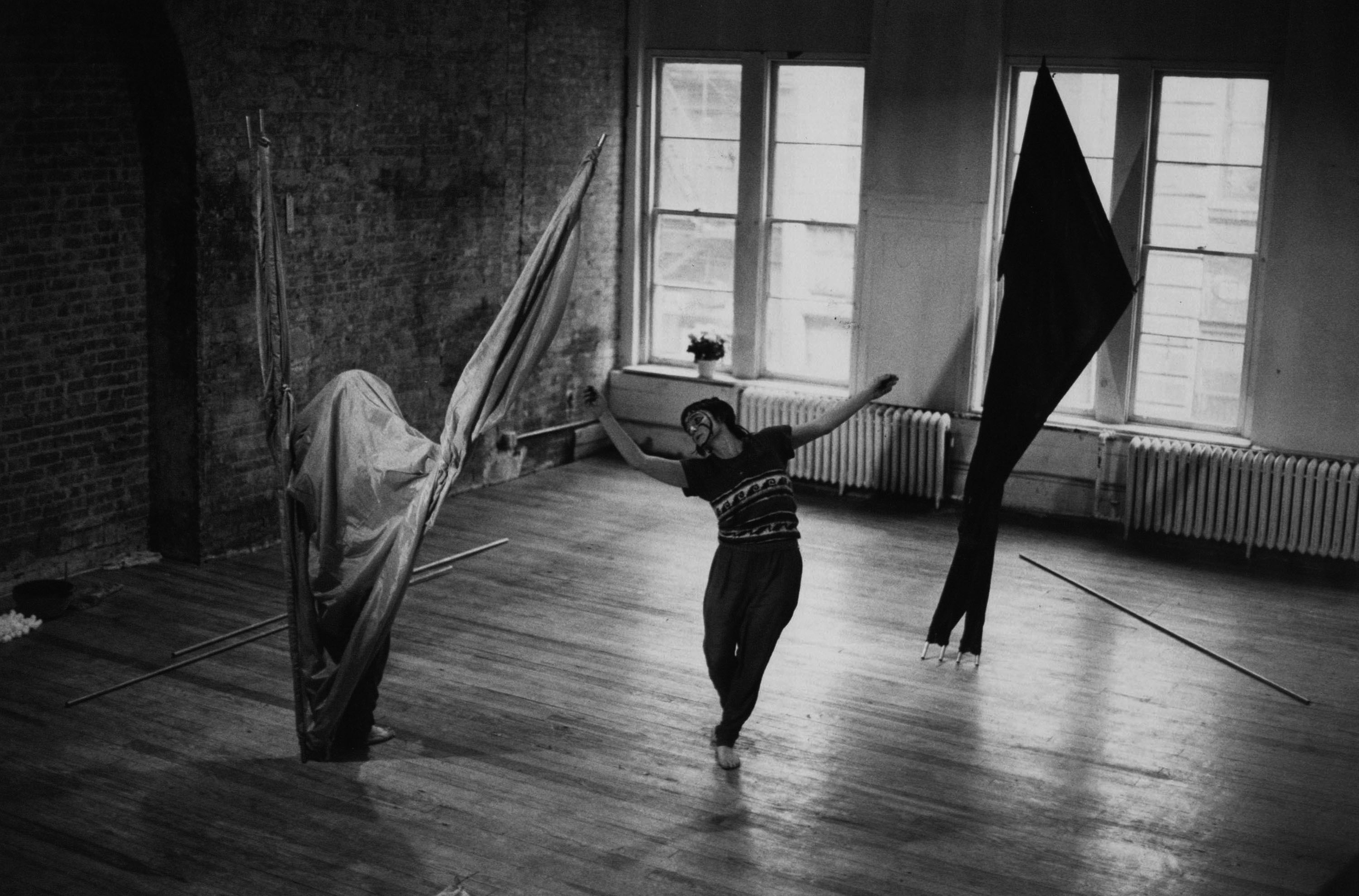
Two Not One (1975).

En Chile es reconocida como la primera fuente de la técnica contact improvisation y de otras técnicas de danza posmoderna. En plena dictadura militar, durante sus viajes a Chile en 1977 y 1985, realizó talleres de danza impulsando una transformación estética en la escena local, promoviendo una filosofía de democratización en torno al cuerpo en movimiento
En la década de 1990 se radicó en Chile, desempeñándose como directora de Escuela de Danza de la Universidad ARCIS y generando una serie de proyectos creativos y docentes en Santiago y Valparaíso.
Actualmente reside en Quetroleufú, en la IX Región de la Araucanía, donde recibe visitas constantes de estudiantes, bailarines y creadores.

## Distinciones
- Orden al Mérito Artístico y Cultural Pablo Neruda (2005)

## Obras
- 1967 Jeronimo Bosch (Casa de la Cultura de Ñuñoa, Santiago, Chile)
- 1972 Energy Fields (112 Greene Street Gallery, Nueva York)
- 1972 Mass in CB Minor or the Brown Table (112 Greene Street Gallery, Nueva York)
- 1972 Ice (En colaboración con Trisha Brown, Kei Takei y Richard Nonas, 112 Greene Street Gallery, Nueva York)
- 1973 The Natural History of the American Dancer Lesser Known Species (131 Prince Street, Nueva York)
- 1974 The Flag (En colaboración con Juan Downey, The Kitchen, Nueva York)
- 1974 Nazca (En colaboración con Juan Downey, The Kitchen, Nueva York)
- 1974 Line Drawings (The Natural History of the American Dancer, Artist's Space, Nueva York)
- 1975 3 Dances (The Kitchen, Nueva York)
- 1975 I Am Two: The Line Straight Ahead, Right and Left - The One Who Passes The Door And The Door Itself (The Kitchen, Nueva York)
- 1975 Steal With Style: We Are The Ones Who Sits And The One Who Sits At The Left (The Kitchen, Nueva York)
- 1975 Butterfly: In a logical Structure Life Goes By (En colaboración con Kei Takei, The Kitchen, Nueva York)
- 1975 Thoughts by Tagore (St. Marks in the Bowery, Nueva York)
- 1975 Common Ground (Nueva York)
- 1975 Two Not One (En colaboración con Cynthia Hedstrom, Grommet Theatre, Nueva York)
- 1975 (1980) Getting Off the Ground (Danspace, St. Mark's Church, Nueva York)
- 1975 Vignettes (St. Mark’s Church, Nueva York)
- 1976 One step to the Illusion (Common Ground Festival Fordham University, Nueva York)
- 1976 Structures (Common Ground Festival Fordham University, Nueva York)
- 1976 Performance en A Month of Sundays (P.S.1, Nueva York)
- 1978 I am a Rock (Nueva York)
- 1979 Ice Skating (Nueva York)
- 1980 Clear Water (Japan House, Nueva York)
- 1980 Monologue / Dialogue (En colaboración con Cynthia Hedstrom, Nueva York)
- 1981 Alma Matter(Nueva York)
- 1981 Bach Variation Theme (Nueva York)
- 1982 Obstacle (Nueva York)
- 1982 From Anywhere (Nueva York)
- 1982 Marilyn Monroe (Nueva York)
- 1983 Exactly How It Is (Washington Square Church, Nueva York)
- 1983 Perpetual Surprise (Nueva York)
- 1983 Firebird (Nueva York)
- 1983 Carmina Burana (Post Theatre Company, Nueva York)
- 1984 Spirit, Water and Blood (Tokio, Japón)
- 1985 Estructuras (Teatro Universidad Católica, Santiago, Chile)
- 1985 The Moon is a Witness (Nueva York)
- 1987 The Man Who Turned into a Dog (Ohio Theatre, Nueva York)
- 1987 Uno, Dos (Nueva York)
- 1987 Twonotone Performing (En colaboración con Cathy Zimmerman, Merce Cunnigham's Studio, Nueva York)
- 1989 Interrupted Song (Nueva York)
- 1990 Owed (Broome Street Theater, Nueva York)
- 1990 Broken Wheel (El Castillo Art Center, Nueva York)
- 1990 Owed II: Broken Wheel (Broome Street Theatre, Nueva York)
- 1991 Nuevas Estructuras: The Fish and the Swan (Museo Nacional de Bellas Artes, Chile)
- 1991 La Sirenita (Museo Nacional de Bellas Artes, Santiago, Chile)
- 1991 Sequestered Cargo (Teatro Repertorio Español, N. Y.)
- 1992 Dancing for Living - Danzando por la vida (Sala Abril, Santiago, Chile)
- 1994 San Juan el Hospitalario (Museo Nacional de Bellas Artes y Teatro Novedades, Santiago Chile)
- 1996 Comida Para Todos y Poto Tranquilo (Universidad ARCIS, Santiago, Chile)
- 1998 Vía Crucis (Museo Nacional de Bellas Artes, Santiago, Chile)
- 1999 Compañía Santo Remedio (Museo Chileno de Arte Precolombino, Santiago, Chile)
- 2000 Santos (Cloisters Museum, Nueva York)
- 2000 Tu No Sabes Nada (Museo de Arte Contemporáneo, Santiago, Chile)
- 2004 Mi Mundo Frente a Ti (Goethe-Institut, Santiago, Chile)
- 2006 Inmigrantes (Compañía Balmaceda 1215, Valparaíso, Chile)
- 2008 Pliegues Y Despliegues (Carmen Beuchat y Compañía, Valparaíso, Chile)
- 2010 Especie Sola (Carmen Beuchat y Compañía, Sala de Arte Escénico de la Universidad de Playa Ancha, Valparaíso, Chile)
- 2010 Canción Desesperada, Mar Ensangrentado (Carnavales Culturales de Valparaíso, Chile).
- 2012 El Primer Gesto (Carmen Beuchat y Compañía, Parque Cultural de Valparaíso, Chile)
- 2016 Two Not One II (1975 - 2016) (Carpenter Center for the Visual Arts, Harvard University, Boston)

### Obras con participación de Carmen Beuchat
- 1969 - Light (Kei Takei ́s Moving Earth Company)
- 1969 Lunch (Kei Takei ́s Moving Earth Company)
- 1970 Floor of the forest (Trisha Brown Dance Company)
- 1970 Leaning Duets (Trisha Brown Dance Company)
- 1971 Walking on the Wall (Trisha Brown Dance Company)
- 1971 Leaning Duets II (Trisha Brown Dance Company)
- 1971 Rummage Sale and the oor of the forest (Trisha Brown Dance Company)
- 1972 Theme and Variation (Trisha Brown Dance Company)
- 1972 Energy Fields (Juan Downey, Nueva York)
- 1973 Accumulating Pieces (Trisha Brown Dance Company)
- 1973 Group Accumulation (Trisha Brown Dance Company)
- 1973 Group Primary Accumulation (Trisha Brown Dance Company)
- 1973 Roof and Fire Piece (Trisha Brown Dance Company)
- 1973 - 1976 Structured Pieces I (Trisha Brown Dance Company)
- 1974 Figure 8 (Trisha Brown Dance Company)
- 1974 Drift (Trisha Brown Dance Company)
- 1974 Spiral (Trisha Brown Dance Company)
- 1974 Structured Pieces II (Trisha Brown Dance Company)
- 1974 Debriefing Pyramid Video Trans America (Juan Downey, Everson Museum of Art, Nueva York)
- 1974 Videodances (Barbara Dilley & Juan Downey, Byrd Hoffman Studio, Nueva York)
- 1974 Las Meninas (Juan Downey, Nueva York)
- 1989 The last Rice Field (Kei Takei ́s Moving Earth Company)